# HomePNA
La HomePNA Alliance è un'associazione industriale non-profit costituita da società che sviluppano e standardizzano la tecnologia per la rete domestica su cavo coassiale e linea telefonica esistenti all'interno delle case, quindi non è necessario installare nuovi cavi.
HomePNA è stato sviluppato per applicazioni di intrattenimento come IPTV che richiedono una buona qualità del servizio (QoS). HomePNA 3.1 utilizza frequenze superiori a quelle utilizzate per le chiamate vocali digitali DSL e analogiche tramite fili telefonici e inferiori a quelle utilizzate per le trasmissioni TV e satellitari su cavo coassiale, quindi può coesistere con quei servizi sugli stessi cavi.
HomePNA non produce prodotti, sebbene i suoi membri lo facciano. HomePNA crea specifiche industriali che poi standardizza tramite l'Unione internazionale delle telecomunicazioni (ITU). La HomePNA Alliance verifica le implementazioni e certifica i prodotti se passano.
Tra i contributori di HomePNA è presente Telecom Italia S.p.A..
Le alternative a HomePNA includono: Powerline, Wi-Fi, DOCSIS (Data Over Cable Service Interface Specification) e MoCA (Multimedia over Coax Alliance).

## Storia
In passato era la Home Phoneline Networking Alliance, conosciuta anche come HPNA.
La tecnologia HomePNA 1.0 è stata sviluppata da Tut Systems negli anni 1990.
HomePNA 2.0 è stato sviluppato da Epigram ed è stato approvato da ITU come Raccomandazioni G.9951, G.9952 e G.9953.
HomePNA 3.0 è stato sviluppato da Broadcom (che aveva acquistato Epigram) e da Coppergate Communications ed è stato approvato dall'ITU come Raccomandazione G.9954 nel febbraio 2005.
HomePNA 3.1 è stato sviluppato da Coppergate Communications ed è stato approvato dall'ITU come Raccomandazione G.9954 nel Gennaio 2007. Inizialmente i protocolli usavano la linea telefonica bilanciata. HomePNA 3.1 ha aggiunto l'operatività su cavo coassiale.
Nel Febbraio 2009, HomePNA ha annunciato un accordo di collaborazione con HomeGrid Forum per promuovere lo standard ITU-T G.hn per le reti domestiche cablate.
Nel Maggio 2013, HomePNA Alliance si è fusa con HomeGrid Forum.

## Caratteristiche tecniche
HomePNA utilizza la multiplazione a divisione di frequenza (FDM), che utilizza diverse frequenze per voce e dati sugli stessi fili senza interferire tra loro. Una linea telefonica standard ha spazio sufficiente per supportare voce, DSL ad alta velocità e un telefono fisso. Due chip personalizzati progettati utilizzando le specifiche HPNA sono stati sviluppati da Broadcom: il chip 4100 può inviare e ricevere segnali di oltre 305 metri su una tipica linea telefonica. Il chip controller 4210 più grande, elimina il rumore e trasmette i dati.
Una configurazione HomePNA dovrebbe includere una scheda o un adattatore esterno HomePNA per ciascun computer, un adattatore esterno, cavi e software. Un filtro passa-basso potrebbe essere necessario tra qualsiasi telefono e le rispettive prese jack per bloccare il rumore.
Gli adattatori HomePNA sono disponibili nei formati PCI, USB, and PC Card.